# The History – Part One
The History – Part One – zawiera reedycje albumów The Reaper oraz Heart of Darkness, wraz z utworami z edycji limitowanych.

## Lista utworów

### Płyta 1: The Reaper
1. Tribute to Death – 1:28
2. The Reaper – 4:16
3. Ride On – 3:33
4. Shadows of a Moonless Night – 3:55
5. Play Your Game (and Kill) – 3:25
6. Wedding Day – 3:54
7. Spy of Mas 'On – 3:59
8. Under My Flag – 4:47
9. Fight the Fight – 2:46
10. Legion of the Lost (Part II) – 6:18
11. And the Devil Plays Piano – 4:02
12. Ruler Mr. H. – 3:38
13. The Madness Continues – 1:33

### Płyta 2: Heart of Darkness
1. Tears of Madness – 2:09
2. Shadowmaker – 5:40
3. The Grave Dancer – 5:02
4. Demon's Day – 7:30
5. Warchild – 6:09
6. Heart of Darkness – 11:57
7. Hate – 4:24
8. Circle of Witches – 7:43
9. Black Death – 5:41
10. My Life – 5:08
11. Dolphin's Cry – 6:01

## Twórcy
- Chris Boltendahl – śpiew
- Uwe Lulis – gitara
- Thomas Göttlich – gitara basowa
- Frank Ulrich – perkusja
- Jörg Michael – perkusja